# 合原義訓
合原 義訓（ごうはら よしのり、生年不詳 - 1873年（明治6年）9月18日）は江戸幕府の幕臣、砲術家。通称・合原 操蔵（ごうはら そうぞう）。合原猪三郎の兄で、外国船がたびたび来航する幕末期に、弟や同僚たちとともにその対応に当たった。合原家は、中島三郎助や佐々倉桐太郎の家と同様、代々浦賀奉行所の与力を務める家だった。
「浦賀史料」によれば、操蔵は嘉永6年（1853年）6月11日当時は吟味掛与力で、奉行所の牢内で入牢者が死亡した事件の通報を受けたことが記されている。

## 略歴
「蠹餘一得（とよいっとく）」（国立公文書館所蔵）という史料によれば、天保8年（1837年）に発生したモリソン号事件当時、海上警備にあたる御備船（おそなえぶね）には同僚の与力・中島清司たちとともに乗船し、モリソン号への攻撃を命じられた。
弘化2年（1845年）のマンハッタン号による日本人漂流民引き渡しの際には、平根山や三崎に詰めた他の与力たちとともに銀3枚を拝領し、また「格別骨折」があったとして老中の阿部正弘から褒美が与えられている。
弘化3年（1846年）閏5月20日にアメリカのビッドル艦隊が日本との通商を求めて来航した際には、同僚の与力の近藤改蔵や中島三郎助とともに防衛の任にあたっている。6月5日に通詞の堀達之助が「日本が外国と通信・通商をしないこと」をビッドルに通達したが、その時には石山作之丞・中島三郎助・畑藤三郎らとともに、堀が乗った御備船の指揮をした。
同年6月28日、デンマークの軍艦ガラテア号が日本沿岸の測量のために来航し、翌日には退去した。この事件を受けて、善後策を講じるために海防掛目付の松平近韶が浦賀に来た際には、与力の中島清司や近藤改蔵らとともに松平と面会して浦賀の視察について協議した。
嘉永6年（1853年）のペリー艦隊来航の際には、砲隊長として浦賀の警備にあたった。合原からの聞き書き（『幕末外国関係文書 一』所収）によれば、幕府の方針は「穏便専要（おんびんせんよう）」（戦闘をできるだけ避けること）、「アメリカ船の乗組員が上陸して民家に立ち入っても、乱暴しなければ放置してよい」だったという。
安政元年（1854年）3月24日に下田に下田奉行所が再設置され、同年4月20日には同僚の近藤良次や弟の猪三郎とともに下田奉行所の与力に就任。
安政4年（1857年）9月に長崎海軍伝習所への入所が命じられる。
文久3年（1863年）、前年に発生した生麦事件が原因で戦闘が発生した時のために、江戸湾の軍事拠点の1つであった浦賀で準備が始められた。合原操蔵は42人の兵の差図役として明神崎（みょうじんざき）台場に派遣された。江戸幕府が賠償金をイギリスに支払うことで事件の解決を見た後、当時の浦賀奉行だった大久保忠董の指示で、奉行所が管轄する台場が新設されることとなった。操蔵は中島三郎助や佐々倉桐太郎とともに、台場の建造や大砲の鋳造にあたることになり、元治元年（1864年）に完成させる。
1873年（明治6年）9月18日、死去。